# 丙交酯
丙交酯（英語：Lactide）是由乳酸或其他羥基酸的兩個（通常）或多個分子之間的多重酯化衍生的環狀交酯。根據羥基酸殘基的數量，可被命名為二丙交酯、三丙交酯等。源自乳酸的二丙交酯具有分子式(OCHMeCO2)2。 所有丙交酯都是無色或白色固體。丙交酯來自豐富的可再生資源，並且是可生物降解塑膠的前體。

## 立體異構
源於乳酸的二丙交酯有三種不同的立體異構形式存在，因為乳酸是手性分子。這些對映異構體不容易外消旋化。 

所有三種立體異構體在溶液中存在有機和無機鹼的情況下都會發生差向異構化。

## 聚合
丙交酯可聚合成聚乳酸。可產生間規或雜規聚合物，取決於催化劑。由此產生的材料聚乳酸具有許多特性。